# Un mort récalcitrant
Pour plus de détails, voir Fiche technique et Distribution.
Un mort récalcitrant (The Gazebo) est un film américain réalisé par George Marshall et sorti en 1959.

## Synopsis
Confronté à un maître-chanteur nommé Dan Shelby qui lui réclame une importante somme d'argent pour ne pas diffuser des photos compromettantes de son épouse Nell, Elliott Nash se résout à une solution radicale : tuer l'importun et le dissimuler sous un gazébo (sorte de gloriette) en construction. Mais le mort se révèle bien vite encombrant.

## Fiche technique
- Titre original : The Gazebo
- Titre français : Un mort récalcitrant ; Le Mort récalcitrant (titre alternatif)
- Réalisation : George Marshall
- Scénario : George Wells d'après la pièce éponyme d'Alec Coppel (1958)
- Direction artistique : George W. Davis et Paul Groesse
- Décors : Henry Grace et Robert Priestley
- Costumes : Helen Rose
- Photographie : Paul C. Vogel
- Montage : Adrienne Fazan
- Musique : Jeff Alexander
- Production : Lawrence Weingarten
- Sociétés de production : Avon Prod. et Metro-Goldwyn-Mayer
- Société de distribution : Metro-Goldwyn-Mayer
- Format : Noir et blanc - 35 mm - son mono Cinemascope
- Genre : Comédie noire et thriller
- Durée : 100 min.
- Dates de sortie :
  - États-Unis : 18 décembre 1959 (première à Los Angeles)
  - États-Unis :  15 janvier 1960 (présentation à New York)
  - États-Unis : janvier 1960 (sortie sur tout le territoire)
  - France : 16 novembre 1960

## Distribution
- Glenn Ford : Elliott Nash
- Debbie Reynolds : Nell Nash
- Carl Reiner : Harlow Edison
- John McGiver : Sam Thorpe
- Mabel Albertson : Mlle Chandler
- Doro Merande : Matilda
- Bert Freed : le lieutenant Joe Jenkins
- Martin Landau : A. Wellington Broos « The Duke »
- Robert Ellenstein : Ben
- Richard Wessel : Louis « The Louse »

Acteurs non crédités
- Stanley Adams : Dan Shelby (voix)
- Jack Kruschen : le chauffeur de taxi
- Jon Lormer : Dr Weiner
- Harlan Warde : Dr Bradley

## Distinctions
- Oscars 1960 : Nomination à l'Oscar de la meilleure création de costumes, catégorie noir et blanc, pour Helen Rose.